# Dál
Dál románul: Deal falu Romániában, Erdélyben, Fehér megyében.

## Fekvése
Szászsebestől délre fekvő település.

## Története
Dál nevét 1509-ben említette először oklevél Dal néven. Későbbi névváltozatai: 1733-ban Djál, 1750-ben Gyal, 1805-ben Dál, 1808-ban Dál, Daal ~ Dallen ~ Dollen, Dájá, 1861-ben Dál, 1888-ban Dál (Deal, Dallendorf), 1913-ban Dál.
A 19. században Szászsebesszékhez, és 1876-tól Szeben vármegye Szászsebesi járásához tartozott, egyike volt azoknak a helységeknek, melyek gyüléseiket Szászsebesben tartották. Ezek: Alsó-Pián, Dál, Felső-Pián, Kákovicza, Kápolna, Kélnek, Lámkerék, Láz, Lomány, Péterfalva, Rehó, Rekita, Sebeshely, Strugár, Sugág, Szász-Csór.
1910-ben 1097 lakosából 1033 román, 64 cigány volt. Ebből 1094 görögkeleti ortodox volt.